# Дампјер (Калвадос)
Дампјер (фр. Dampierre) насеље је и општина у северној Француској у региону Доња Нормандија, у департману Калвадос која припада префектури Вир.
По подацима из 2011. године у општини је живело 117 становника, а густина насељености је износила 22,24 становника/km². Општина се простире на површини од 5,26 km². Налази се на средњој надморској висини од 182 метара (максималној 181 m, а минималној 97 m).

## Демографија
| 1962. | 1968. | 1975. | 1982. | 1990. | 1999. | 2011. |
| ----- | ----- | ----- | ----- | ----- | ----- | ----- |
| 166   | 200   | 169   | 173   | 136   | 121   | 117   |

График промене броја становника у току последњих година